# 朱清 (海盗)
朱清（1237年—1303年），字澄叔，崇明县人，元朝海盗、军事人物。

## 生平
宋朝末年贩卖私盐为海盗，熟悉海路状况。朱清和张瑄被巡盐官吏逮捕，同时被逮捕的有十八人，投入平江军狱，于法当死。后浙西提刑洪起畏监刑，感叹国家乱世，青壮年应该为朝廷效力，遂释放了他们。元廷率先招降朱清，授予行军千户职。
至元十三年(1276年)二月，朱清、张瑄奉命率部攻入松江。南宋灭亡，奉伯颜之命，用船把图籍帑藏从海路北运大都。1283年，朱张二人从元帅阿塔海东征日本，至八角岛，无功而返。次年，复与出征占城、交趾。
至元二十年（1283年）为中万户，管理海路运粮，每年向大都运送江淮粮米三百余万石。官至江南行省左丞。后来因行贿被捕进京，自杀而死。